# 사사키 아야카
사사키 아야카(佐々木彩夏, 1996년 6월 11일 ~ )는 일본의 여성 아이돌 그룹 모모이로 클로버 Z의 멤버. 연예사무소 스타더스트 프로모션 소속.

## 인물
- 특기 댄스, 음독, 인형과 이야기를 하는 것.
- 취미 스키, 독서, 음악 감상.
- 애칭은 아링(あーりん).
- 모모이로 클로버-Z내에서의 멤버 칼라는 핑크.
- 이전에는 쥬네스 기획에 소속해 있어 소5 때에 현재의 사무소에 스카우트되었다.
- 2008년 11월 23일 그룹에 합류. 당시엔 얼굴 개그를 보이는 것에 저항감을 나타내기도 하였다. 안무로 코마네치를 강요 당해「하고 싶지 않아」라고 통곡했던 적이 있다. 결국은 모모쿠로는 그런 것을 하는 그룹이라고 이해하고, 극복하였다.

## 출연

### 버라이어티
- 오하스타 (2005년 8월 ~ 2007년 9월, TV 도쿄)
- 부치 소악마 콘테스트 (TV 도쿄)
- 우와누마 에미코는 보았다! 일상 와이드 극장 (TBS)

### 텔레비전 드라마
- 무지개의 저쪽 (TBS)

### 텔레비전 애니메이션
- 요스가노소라 (2010년 10월, AT-X) - 여학생 역

### 영화
- DEATH NOTE the Last Name (2006년 11월 3일 공개)

### CM
- 반다이 신비한 별의 쌍둥이 공주의 뮤그램
- 일본 맥도날드 해피셋트 프리큐어 5편, 미용실편
- 리크루트 후롬 에이 네비 피아노 교사편 (2007년 3월 ~ ) - 하야미 모코미치와 공동 출연

### VP
- 빅터 Everio
- 베네세코퍼레이션 어린이 도전
- 나이스 Tokyo Garden Suite

### 신문
- 아사히 신문 논설면 릴레이에 은혜「여신으로부터의 자유 연구」음악 「전력 라이브로 라이벌 압도」(2011년 8월 2일)

## 작품·서적

### 사진집
- 쁘띠 엔젤 (2004년, 신쿄사)
  - 카토 아카네, 칸자키 아이류와의 콜라보레이션

### DVD
- Very Little! (2004년, 신쿄사)
  - 카토 아카네, 칸자키 아이류와의 콜라보레이션

### 싱글
- あーりんはあーりん♥ (2016년, 착신 한정)
- My Cherry Pie (2017년 8월 23일)
- Early SUMMER!!! (2018년, 착신 한정)
- Bunny Gone Bad (2019년, 착신 한정)
- 君が好きだと叫びたい (2019년, 착신 한정) - BAAD의 커버
- A-rin Kingdom/SPECIALIZER (2021년 6월 11일, 착신 한정)
- Lady Cat (2022년 7월 19일, 착신 한정)
- ジョイフルワンダーランド/きらりんっ! (2023년 5월 21일, 착신 한정)
- Ladybird (2024년 9월 4일, 착신 한정)
- Where We Go (2025년 6월 11일, 착신 한정)

### 앨범
- A-rin Assort (2020년 7월 8일)